# Młodzieżowe Mistrzostwa Polski w Lekkoatletyce 2021
38. Młodzieżowe Mistrzostwa Polski w Lekkoatletyce – zawody lekkoatletyczne dla sportowców do lat 23 organizowane pod egidą Polskiego Związku Lekkiej Atletyki, które odbywały się od 24 do 25 lipca 2021 roku w Suwałkach.

## Mężczyźni
| Konkurencja:                  | 1. miejsce                                                                                | Rezultat  | 2. miejsce                                                                           | Rezultat | 3. miejsce                                                                   | Rezultat |
| Bieg na 100 m                 | Rafał Pająk MKS Czechowice-Dziedzice                                                      | 10,34     | Łukasz Żok ALKS AJP Gorzów Wielkopolski                                              | 10,43    | Patryk Wykrota OŚ AZS Poznań                                                 | 10,48    |
| Bieg na 200 m                 | Łukasz Żok ALKS AJP Gorzów Wielkopolski                                                   | 20,84     | Patryk Wykrota OŚ AZS Poznań''                                                       | 20,94    | Damian Trzaska MKS Bank BS Płońsk                                            | 21,28    |
| Bieg na 400 m                 | Daniel Sołtysiak ALKS AJP Gorzów Wielkopolski                                             | 47,12     | Dawid Buck AZS KU Politechniki Opolskiej Opole                                       | 47,29    | Jakub Pająk AZS-AWF Katowice                                                 | 47,33    |
| Bieg na 800 m                 | Filip Ostrowski RKS Łódź                                                                  | 1:52,65   | Adam Masaczyński KKL Kielce                                                          | 1:52,73  | Krzysztof Turski RLTL Optima Radom                                           | 1:52,78  |
| Bieg na 1500 m                | Aleksander Wiącek OKS Start Otwock                                                        | 3:49,31   | Oliwier Mutwil CKS Budowlani Częstochowa                                             | 3:49,62  | Krzysztof Turski RLTL Optima Radom                                           | 3:53,26  |
| Bieg na 3000 m z przeszkodami | Mikołaj Czeronek WKS Śląsk Wrocław                                                        | 8:54,75   | Adam Kołodziej MUKS Wisła Junior Sandomierz                                          | 8:57,97  | Rafał Pogorzelski KS Prefbet-Sonaro                                          | 9:05,27  |
| Bieg na 110 m przez płotki    | Krzysztof Kiljan AZS-AWF Warszawa                                                         | 14,06     | Olgierd Michniewski RLTL Optima Radom                                                | 14,31    | Jakub Bujak AZS KU Politechniki Opolskiej Opole                              | 14,35    |
| Bieg na 400 m przez płotki    | Sebastian Urbaniak LKS Vectra Włocławek                                                   | 50,29 =PB | Krzysztof Hołub AZS UMCS Lublin                                                      | 51,47    | Robin Biliński AZS KU Politechniki Opolskiej Opole                           | 53,02    |
| Sztafeta 4 × 100 m            | AZS-AWF Katowice Jakub Pająk Paweł Dzida Jacek Majewski Bartosz Taradaj                   | 40,63     | KS AZS AWF Wrocław Tomasz Jankowski Adam Łukomski Szymon Szachniewicz Paweł Bugajski | 41,20    | AZS-AWF Warszawa Jan Głębocki Szymon Dziuba Krzysztof Kiljan Bartosz Gąbka   | 41,21    |
| Sztafeta 4 × 400 m            | AZS KU Politechniki Opolskiej Opole Jakub Bujak Robin Biliński Bartosz Habrych Dawid Buck | 3:12,62   | AZS-AWF Katowice Adam Paździerz Jacek Majewski Paweł Dzida Jakub Pająk               | 3:12,76  | OŚ AZS Poznań Patryk Wykrota Mikołaj Nawrot Tomasz Przybylak Jan Wawrzkowicz | 3:13,79  |
| Skok wzwyż                    | Marcin Jachym CWKS Resovia Rzeszów                                                        | 2,15 =PB  | Jakub Pająk UKS Błyskawica Domaniewice                                               | 2,10     | Gracjan Wiśniewski CWZS Zawisza Bydgoszcz SL                                 | 2,06     |
| Skok o tyczce                 | Sebastian Chmara CWZS Zawisza Bydgoszcz SL                                                | 4,90      | Maciej Graczyk UKS 55 Łódź                                                           | 4,50     | Krzysztof Puczko ZLKL Zielona Góra                                           | 4,40     |
| Skok w dal                    | Piotr Tarkowski KS AZS-AWF Biała Podlaska                                                 | 7,54      | Kacper Krawczyk AZS Łódź                                                             | 7,37     | Bartosz Gąbka AZS-AWF Warszawa                                               | 7,16     |
| Trójskok                      | Dawid Krzemiński RLTL Optima Radom                                                        | 15,70 =PB | Kacper Rudnik NKS Nowe Miasto Lubawskie                                              | 15,08    | Kamil Wąż LKS Stal Mielec                                                    | 14,86    |
| Pchnięcie kulą                | Piotr Goździewicz AZS-AWF Warszawa                                                        | 17,99     | Gracjan Kozak MKS Bolesłavia Bolesławiec                                             | 17,56    | Wojciech Marok MKL Jurand Szczytno                                           | 17,20    |
| Rzut dyskiem                  | Jakub Lewoszewski KS Agros Zamość                                                         | 55,37     | Gracjan Kozak MKS Bolesłavia Bolesławiec                                             | 50,91    | Wojciech Marok MKL Jurand Szczytno                                           | 50,09    |
| Rzut młotem                   | Michał Mazur KS Agros Zamość                                                              | 63,39     | Bartosz Kowalski WKS Śląsk Wrocław                                                   | 60,94    | Gracjan Sabajtis AZS-AWF Gorzów                                              | 59,20    |
| Rzut oszczepem                | Dawid Wegner LUKS Start Nakło                                                             | 74,95     | Oskar Trejgo KS Podlasie Białystok                                                   | 70,78    | Marek Mucha AZS KU Politechniki Opolskiej Opole                              | 66,05    |

## Kobiety
| Konkurencja:                  | 1. miejsce                                                                               | Rezultat | 2. miejsce                                                                                 | Rezultat | 3. miejsce                                                                              | Rezultat |
| Bieg na 100 m                 | Adriana Gąsior KS AZS AWF Wrocław                                                        | 11,55    | Magdalena Stefanowicz AZS-AWF Katowice                                                     | 11,60    | Wiktoria Rutkowska LUKS Orneta                                                          | 11,77    |
| Bieg na 200 m                 | Adriana Gąsior KS AZS AWF Wrocław                                                        | 24,00    | Nikola Horowska WMLKS Nadodrze Powodowo                                                    | 24,02    | Alicja Struzik KS AZS AWF Kraków                                                        | 24,30    |
| Bieg na 400 m                 | Karolina Łozowska AZS-AWF Katowice                                                       | 53,43    | Aleksandra Formella SKLA Sopot                                                             | 53,49    | Aleksandra WSOŁEK KS AZS AWF Kraków                                                     | 53,79    |
| Bieg na 800 m                 | Klaudia Kazimierska LKS Vectra Włocławek                                                 | 2:04,78  | Eliza Megger LKS Pszczyna                                                                  | 2:05,04  | Margarita Koczanowa KS AZS AWF Kraków                                                   | 2:06,10  |
| Bieg na 1500 m                | Klaudia Kazimierska LKS Vectra Włocławek                                                 | 4:27,82  | Beata Topka ULKS Talex Borzytuchom                                                         | 4:27,99  | Eliza Megger LKS Pszczyna                                                               | 4:28,84  |
| Bieg na 3000 m z przeszkodami | Kinga Królik UKS Azymut Pabianice                                                        | 10:20,25 | Agnieszka Chorzępa AZS-AWF Warszawa                                                        | 10:31,94 | Katarzyna Główczewska ''ULKS Talex Borzytuchom                                          | 10:33,67 |
| Bieg na 100 m przez płotki    | Klaudia Wojtunik AZS Łódź                                                                | 13,08    | Zuzanna Hulisz MKL Toruń                                                                   | 13,55    | Monika Kiepura KS AZS AWF Kraków                                                        | 13,61    |
| Bieg na 400 m przez płotki    | Natalia Wosztyl RLTL Optima Radom                                                        | 57,08    | Izabela Smolińska RLTL Optima Radom                                                        | 58,54    | Julia Sokołowska AKL Ursynów Warszawa                                                   | 59,31    |
| Sztafeta 4 × 100 m            | KS AZS AWF Kraków Karolina Gajewska Julia Ziembicka Monika Kiepura Alicja Struzik        | 45,83    | RLTL Optima Radom Martyna Osińska Natalia Wosztyl Izabela Smolińska Alicja Potasznik       | 46,14    | AZS-AWF Warszawa Julia Lipińska Weronika Bartnowska Martyna Skierkowska Anna Maria Gryc | 46,32    |
| Sztafeta 4 × 400 m            | KS AZS AWF Kraków Karolina Gajewska Margarita Koczanowa Monika Kiepura Aleksandra Wsołek | 3:41,69  | AZS-AWF Katowice Marta Andrychowicz Karolina Skibińska Magdalena Brendel Karolina Łozowska | 3:43,97  | AZS-AWF Warszawa Weronika Bartnowska Sylwana Gajda Weronika Bielińska Anna Maria Gryc   | 3:44,94  |
| Skok wzwyż                    | Wiktoria Miąso CWKS Resovia Rzeszów                                                      | 1,87     | Monika Przybył CWZS Zawisza Bydgoszcz SL                                                   | 1,71     | Martyna Lewandowska MLKL Płock                                                          | 1,71     |
| Skok o tyczce                 | Anna Łyko KS AZS AWF Wrocław                                                             | 4,15     | Victoria Kalitta CWZS Zawisza Bydgoszcz SL                                                 | 4,10     | Maja Szymanek AZS-AWF Warszawa                                                          | 3,90 =PB |
| Skok w dal                    | Edyta Bielska MLUKS Mokasyn Płoty                                                        | 6,17     | Julia Frąckowiak MCKiS Jaworzno                                                            | 6,16     | Natalia Benedykcińska KS Stal LA Ostrów Wielkopolski                                    | 6,07     |
| Trójskok                      | Nicole Kraska CWZS Zawisza Bydgoszcz SL                                                  | 12,67    | Zuzanna Sztachańska AZS Łódź                                                               | 12,61    | Klaudia Nazarowicz UKS Sokół Węgorzewo                                                  | 12,49    |
| Pchnięcie kulą                | Ewa Różańska AZS-AWF Warszawa                                                            | 14,64    | Weronika Muszyńska AZS UMCS Lublin                                                         | 13,91    | Joanna Hajdrowska RLTL Optima Radom                                                     | 13,49    |
| Rzut dyskiem                  | Nina Staruch AZS-AWF Warszawa                                                            | 50,25    | Ewa Różańska AZS-AWF Warszawa                                                              | 47,26    | Weronika Muszyńska AZS UMCS Lublin                                                      | 46,13    |
| Rzut młotem                   | Ewa Różańska AZS-AWF Warszawa                                                            | 63,14    | Aleksandra Osiak AZS UMCS Lublin                                                           | 50,96    | Jolanta Klimasz UKS Achilles Leszno                                                     | 48,70    |
| Rzut oszczepem                | Małgorzata Maślak ULKS Tychowo                                                           | 56,06    | Joanna Hajdrowska RLTL Optima Radom                                                        | 48,91    | Angelika Antoniak KS Podlasie Białystok                                                 | 48,05    |

## Bieg na 10 000 m
Młodzieżowe mistrzostwa w biegu na 10 000 metrów odbyły się 24 kwietnia w Goleniowie. Nie rozgrywano odrębnych zawodów, tylko wyniki z mistrzostw Polski seniorów stały się podstawą do przyznania medali młodzieżowych mistrzostw Polski.
| Konkurencja: | 1. miejsce                         | Rezultat | 2. miejsce                        | Rezultat | 3. miejsce                         | Rezultat |
| Mężczyźni    | Aleksander Wiącek OKS Start Otwock | 29:45,82 | Bartosz Jarczok AZS-AWF Katowice  | 30:03,23 | Mikołaj Czeronek WKS Śląsk Wrocław | 30:03,25 |
| Kobiety      | Beata Topka ULKS Talex Borzytuchom | 33:56,85 | Kinga Królik UKS Azymut Pabianice | 33:59,81 | Oliwia Sarnecka MKL Szczecin       | 34:43,84 |

## Bieg na 5000 m
Młodzieżowe mistrzostwa w biegu na 5000 metrów odbyły się 5 czerwca w Piasecznie. Zawody rozgrywano łącznie z biegiem w kategorii U20.
| Konkurencja: | 1. miejsce                               | Rezultat | 2. miejsce                            | Rezultat | 3. miejsce                       | Rezultat |
| Mężczyźni    | Oliwier Mutwil CKS Budowlani Częstochowa | 14:20,05 | Wiktor Szynaka MKL Toruń              | 14:22,41 | Bartosz Jarczok AZS-AWF Katowice | 14:24,78 |
| Kobiety      | Beata Topka ULKS Talex Borzytuchom       | 16:15,76 | Julia Afelt CWZS Zawisza Bydgoszcz SL | 16:26,35 | Oliwia Sarnecka MKL Szczecin     | 16:34,95 |

## Wieloboje
Młodzieżowe mistrzostwa w wielobojach lekkoatletycznych zostały rozegrane w ramach mistrzostw Polski w tych konkurencjach, które odbyły się 26 i 27 czerwca w Warszawie. Nie były rozgrywane odrębne zawody, tylko wyniki z mistrzostw Polski seniorów stały się podstawą do przyznania medali młodzieżowych mistrzostw Polski.
| Konkurencja:           | 1. miejsce                               | Rezultat | 2. miejsce                              | Rezultat | 3. miejsce                        | Rezultat |
| Dziesięciobój mężczyzn | Aleksy Boroń UKS LA Basket Warszawa      | 6484 pkt | Kacper Jastrzębski LKS Orkan Ostrzeszów | 6133 pkt | Szymon Kłosiński MKLA Łęczyca     | 5980 pkt |
| Siedmiobój kobiet      | Adrianna Sułek CWZS Zawisza Bydgoszcz SL | 6240 pkt | Julia Słocka AZS-AWF Warszawa           | 5889 pkt | Edyta Bielska MLUKS Mokasyn Płoty | 5707 pkt |

## Chód na 20 km
Mistrzostwa w chodzie na 20 kilometrów kobiet i mężczyzn odbyły się 4 września w Gdańsku.
| Konkurencja: | 1. miejsce                         | Rezultat | 2. miejsce                                  | Rezultat | 3. miejsce                             | Rezultat |
| Mężczyźni    | Łukasz Niedziałek WLKS Nowe Iganie | 1:31:11  | Arkadiusz Schiedel MLKS Nadwiślanin Chełmno | 1:41:14  | Miłosz Oczkoś MLKS Nadwiślanin Chełmno | 1:42:28  |
| Kobiety      | Anna Zdziebło LKS Stal Mielec      | 1:43:30  | Patrycja Oller MLKS Nadwiślanin Chełmno     | 1:54:30  | Marcelina Drozdek AZS-AWF Warszawa     | 1:58:49  |

## Biegi przełajowe
Młodzieżowe mistrzostwa w biegach przełajowych kobiet i mężczyzn zostały rozegrane 27 listopada w Tomaszowie Lubelskim, razem z mistrzostwami w kategorii seniorów i juniorów. Nie rozgrywano osobnych biegów dla zawodników poniżej 23 roku życia, tylko startowali oni razem z seniorami.

### Mężczyźni
| Konkurencja:           | 1. miejsce                               | Rezultat | 2. miejsce                                    | Rezultat | 3. miejsce                                         | Rezultat |
| Bieg przełajowy (4 km) | Oliwier Mutwil CKS Budowlani Częstochowa | 13:13    | Dawid Borowski KS Stal LA Ostrów Wielkopolski | 13:18    | Wiktor Szynaka MKL Toruń                           | 13:27    |
| Bieg przełajowy (8 km) | Mikołaj Czeronek WKS Śląsk Wrocław       | 27:10    | Daniel Kryzel ULKS Talex Borzytuchom          | 27:30    | Krzysztof Tschirch Biegaj z Pasją Szklarska Poręba | 27:56    |

### Kobiety
| Konkurencja:           | 1. miejsce                                  | Rezultat | 2. miejsce                            | Rezultat | 3. miejsce                             | Rezultat |
| Bieg przełajowy (4 km) | Aleksandra Płocińska SRS Kondycja Piaseczno | 15:21    | Anna Ławrukajtis RKS Rumia            | 16:04    | Milena Sadowska WMLKS Pomorze Stargard | 16:09    |
| Bieg przełajowy (6 km) | Beata Topka ULKS Talex Borzytuchom          | 23:21    | Julia Afelt CWZS Zawisza Bydgoszcz SL | 24:38    | Joanna Woźniak RAZ Szczecin            | 25:06    |